# Jawairiah Noordin
Jawairiah Noordin (* 8. Oktober 1990) ist eine malaysische Tennisspielerin.

## Karriere
Noordin spielt hauptsächlich auf dem ITF Women’s Circuit, wo sie bislang zwei Turniersiege im Doppel erreichte. Ihr Debüt auf der WTA Tour gab sie bei den Malaysian Open 2010, als sie zusammen mit der Vietnamesin Trang Phuong Dai Huynh im Doppel antrat. Ihr Debüt im Einzel eines WTA-Turniers gab sie bei der Qualifikation zu den BMW Malaysia Open 2012, wo sie in der ersten Qualifikationsrunde der Japanerin Shūko Aoyama nur knapp in drei Sätzen mit 4:6, 6:4 und 3:6 unterlag. Bei den BMW Malaysian Open 2015 startete Noordin jeweils mit einer Wildcard im Einzel und im Doppel an Seite ihrer Landsfrau Theiviya Selvarajoo. Die zweite Runde konnte sie allerdings in keiner der beiden Konkurrenzen erreichen.
Im Jahr 2010 spielte Noordin erstmals für die malaysische Fed-Cup-Mannschaft; ihre Fed-Cup-Bilanz weist bislang 17 Siege bei 14 Niederlagen aus.
Ihr bislang letztes internationale Turnier spielte Noordin im April 2022. Sie wird daher nicht mehr in der Weltrangliste geführt.
Ihre besten Weltranglistenpositionen erreichte sie bislang im Einzel im November 2009 mit Rang 931, im Doppel mit Platz 718 im März 2017.

## Turniersiege

### Doppel
| Nr. | Datum             | Turnier             | Kategorie   | Belag     | Partnerin           | Finalgegnerinnen                  | Ergebnis          |
| --- | ----------------- | ------------------- | ----------- | --------- | ------------------- | --------------------------------- | ----------------- |
| 1.  | 6. August 2016    | Scharm asch-Schaich | ITF $10.000 | Hartplatz | Theiviya Selvarajoo | Xenija Laskutowa Kateryna Sliusar | 7:5, 4:6, [12:10] |
| 2.  | 25. November 2016 | Hua Hin             | ITF $10.000 | Hartplatz | Jessy Rompies       | Kamonwan Buayam Zhang Ling        | 6:4, 6:3          |